# Dubecko
Dubecko je malá vesnice, část obce Mírová pod Kozákovem v okrese Semily. Nachází se asi 1,5 kilometru jihovýchodně od Mírové pod Kozákovem.
Dubecko leží v katastrálním území Sekerkovy Loučky o výměře 5,99 km². V západním sousedství leží na kopci Dubecko (399 m) stejnojmenná rozhledna.

## Historie
První písemná zmínka o vesnici pochází z roku 1323.

## Pamětihodnosti
- kamenná brána u čp. 5
- Kaplička svatého Jana Nepomuckého